# (1805) Dirikis
(1805) Dirikis es un asteroide que forma parte del cinturón de asteroides y fue descubierto por Liudmila Ivanovna Chernyj desde el Observatorio Astrofísico de Crimea, Naúchni, el 1 de abril de 1970.

## Designación y nombre
Dirikis recibió al principio la designación de 1970 GD.
Posteriormente, se nombró en honor del astrónomo letón Matiss Dirikis (1923-1993).

## Características orbitales
Dirikis orbita a una distancia media de 3,139 ua del Sol, pudiendo acercarse hasta 2,788 ua. Tiene una inclinación orbital de 2,516° y una excentricidad de 0,1118. Emplea 2032 días en completar una órbita alrededor del Sol.